# Сергієнко Олександр Іванович
Сергієнко Олександр Іванович (нар. 19 жовтня 1947р. с. Роздольне, Росія)— український політик. Колишній 1-й заступник голови Трудової партії України (з 05.2000); співголова Народно-патріотичного об'єднання «За Україну» (з 07.2001).

## Біографія
Народився 19 жовтня 1947 року (с. Роздольне, Владивостоцький район, Приморський край, Росія).
Навчався у Національному технічному університеті України «Київський політехнічний інститут імені Ігоря Сікорського»,  на факультеті радіоелектроніки (1966—1973), за спеціальністю  інженер електронної техніки; доктор філософії з питань права.
З 1964 по 1965 рік — лаборант кабінету фізики, Петровська Середня Школа, м. Сімферополь.
З 1965 по 1969 рік — радіомеханік 6-го розряду радіоательє, м. Сімферополь.
З 1969 по 1973 рік — студент, Київ. Політехнічний інститут імені Ігоря Сікорського.
З 1973 по 1976 рік — інженер, старший інженер, НДІ «Сатурн», м. Київ.
З 1976 по 1979 рік — завідувач сектору, заступник завідувача відділу, ВНДІ «Веста», м. Київ.
З 1979 по 1980 рік — керівник ЕОМ, Київ, мотоциклетний завод.
З 1980 по 1988 рік — заступник завідувача відділу, заступник директора з економіки, Київ. СКТБ «Комплекс» Київського міськвиконкому.
З 1988 по 1989 рік — заступник директора з економіки, Київ. обл. об'єднання «Медтехніка» Міністерства охорони здоров'я УРСР, м. Київ.
З 1989 по 1990 рік — заступник голови, кооператив «Сірідс», м. Київ.
З 1990 року— директор, творчо-виробниче підприємство «Модуль» спілки фотохудожників України.
З 1990 по 1998 рік — генеральний директор, ТОВ з іноземними інвестиціями "Український республіканський творчо-виробничий центр «Сигма», м. Київ.
Член правління Спілки фотохудожників України.
Персон. виставка «Репортаж з „того“ світу» (1997), «Світогляд» (2000).
Учасник міжнародних фотовиставок (Іспанія, 1995, медаль), (Китай, 1998, диплом).

## Політична діяльність
Народний депутат України 3-го скликання з 12.1998 по 04.2002 за виборчим округом № 101, Кіровоградська область. 
На час виборів: генеральний директор ТОВ з іноземними інвестиціями "Український республіканський творчо-виробничий центр «Сигма» (місто Київ). 
- Член групи «Трудова Україна» (04.1999-01.2000), поза фракцією (01.-03.2000).
- Член групи «Солідарність» (03.2000-04.2001).
- Член фракції партії «Єдність» (з 11.2001).
- Член Комітету з питань законодавчого забезпечення правоохоронної діяльності та боротьби з організованою злочинністю і корупцією (04.1999-02.2000).
- Голова підкомітету з запобігання корупції у сфері економіки та приватизації Комітету з питань боротьби з організованою злочинністю і корупцією (з 02.2000).
- Голова Ревізійної комісії Трудової партії України (06.1999-05.2000).

## Сім'я
Батько — Іван Микитович,1919 року народження, помер у 1990 році.
Мати — Марія Олександрівна 1924 року народження.
Дружина — Тетяна Іванівна 1946 року народження.
Доньки— Наталія 1969 року народження та Ірина 1972.